# As We May Think
As We May Think – esej Vannevara Busha, opublikowany w „The Atlantic Monthly” 1 lipca 1945 roku, w którym autor argumentował, że po zakończeniu wojny należy podjąć naukowe wysiłki do znacznego zwiększenia fizycznych możliwości dotarcia do całej zgromadzonej uprzednio wiedzy.
Artykuł opisywał hipotetyczne urządzenie, podobne w pewnych szczegółach do rozwiązań w dzisiejszej World Wide Web, ale z propozycjami, które do dzisiaj nie zostały w pełni poprawnie rozwiązane. System o nazwie memex był oparty na technikach, które wówczas były jeszcze w dużej mierze przyszłością, jak wysokiej rozdzielczości mikrofilmy, taśmy, ekrany, kamery, wszystko połączone elektromechanicznymi urządzeniami sterującymi.
Po artykule w „The Atlantic Monthly” ukazał się w listopadzie tego samego roku artykuł w „Life magazine”, który zawierał ilustracje pulpitu urządzenia.